# Nosferatu (film, 1922)
A Nosferatu (eredeti cím: Nosferatu, eine Symphonie des Grauens) 1922-ben bemutatott fekete-fehér, német némafilm Friedrich Wilhelm Murnau rendezésében.
Minden idők egyik leghatásosabb némafilmjét Bram Stoker Drakulája ihlette. A nagyrészt levél formájában íródott regény kevés párbeszédet és sok leírást tartalmaz, ami a képi történetmesélésre épülő némafilm számára tökéletes volt. Az expresszionista gyakorlattól eltérően Murnau nagyrészt eredeti helyszíneken forgatott. A Nosferatu kiemelkedik a sok Drakula-film sorából. Murnau egy sok százéves legendát, a Kárpátok vérszívó vámpírjának, Drakula grófnak a történetét meséli el, mintákat adva a filmtörténet számos későbbi vámpírfilmjének ábrázolási megoldásaihoz.
Annak ellenére, hogy a Kárpátokban játszódik, forgatási helyszíne mégsem Erdélyben volt (pl. Orlok gróf kastélya = Árva vára).
A rendező a címet és a szereplők nevét (Drakula például Orlok grófként ismert) azért változtatta meg, mert az író örökösei perrel fenyegették. A pert megnyerték, és felkérték a stúdiót a film összes meglévő kópiájának megsemmisítésére. Szerencsére néhány tekercs külföldi filmszínházak jóvoltából megmaradt. A szereplők nevén kívül egyebeket is változtattak az eredeti regényen, ilyen például a Van Helsinghez fűződő cselekményszál kihagyása, de eleve a vámpír megjelenítése is – ebben a filmben, a pestis megtestesítőjeként, némileg patkányszerű vonásokkal látták el. A halálneme, a fényre való túlzott érzékenysége is merőben új, később sok vámpír történetben alkalmazták.
A film bizonyos változataiban a szereplők visszakapták az eredeti nevüket Stoker művének mintájára. A Nosferatuban Murnau megalkotta a filmművészet máig is maradandó képsorait: Orlok félelmetes árnyékát, amint Hutter nyomában oson, a gróf merev bábként kiemelkedő testét a koporsóból, és a grófot, amint a napfény fogságában haláltusáját vívja, mielőtt a semmibe foszlana.

## Cselekmény
|  | Alább a cselekmény részletei következnek! |

Orlok grófot a vér látványa lázba hozza, és csak nehezen képes uralkodni magán

Knock egy jó üzlet reményében elküldi fiatal segédjét, Huttert Erdélybe, hogy Orlok gróffal kössön meg egy üzletet. A gróf ugyanis Wisborgba szeretne költözni, és Knocktól vesz egy házat. Hutter ifjú aráját Wisborgban hagyja, és egyedül indul a messzi Erdélybe, amit csak a szellemek és gonosz fantomok földjeként emlegetnek. Amikor megérkezik, egy fogadóba betérve vacsorát rendel, de véletlenül elárulja hová tart. Hutter a Kárpátok bércei között rejtőző magányos kastélyba utazik, hogy segítsen a különös férfinak elintézni bizonyos jogi ügyeket. A kocsmában lévők Orlok nevének puszta említésére ijedten hallgatnak el, és próbálják lebeszélni róla, hogy a gróf várába menjen. Bérel egy kocsist, aki a gróf várától eléggé messze rakja ki, mert a kocsis szerint azon túl a gonosz birodalma kezdődik.
Hutter gyalog indul tovább, amikor találkozik egy bizarr kinézetű kocsissal, akit a gróf küldött érte. Éjfél után érkezik a várba, ahol a gróf vacsorával várja. Orlok látványa nem igazán megnyugtató, a gróf időnként furcsa dolgokat művel, főleg akkor, amikor Hutter véletlenül megvágja az ujját és vérezni kezd. Hutter félti az életét. Amikor meglátja a grófot egy földdel teli koporsóban pihenni, megszökik és visszatér Wisborgba. A férfi rájön, hogy a grófnak átkozott földre van szüksége ahhoz hogy ne veszítse el démoni erejét, s ezért szállíttat magával földet. Orlok követi a férfit, mivel annak ártatlan feleségére, Ellenre feni a fogát. „Gyönyörű nyaka van a feleségének” – jegyzi meg Hutternek, mikor az képet mutat róla a grófnak.

A gróf csak későn döbben rá, hogy hajnalodik, ami a halálát jelenti

Ellen ráébred, hogy a férje iránt érzett szerelme mentette meg Huttert a vámpír karmaiból. A gróf koporsókat rakat egy kocsira amivel Várna kikötőjébe viteti, ahol hajóra pakolják a koporsókat, és kihajóznak vele Wisborg irányába. Ám az úton megmagyarázhatatlan okból a legénység tagjai elkezdenek meghalni. Amikor már csak páran vannak a hajó legénységéből, pestisre gyanakszanak, az egyik megbetegedett matróz pedig egy furcsa utast is látni vél. Amikor már csak a kapitány és egy másik tengerész van életben, felnyitják a koporsókat, amelyekben föld van, és patkányok hemzsegnek bennük. Az egyik koporsóban rejtőzött Orlok gróf, aki koporsójából kikelve átveszi az irányítást a hajó felett. Mikor megérkezik Wisborgba, elindul megkeresni Hutter feleségét.
Ellen Johann Cavallius vámpírokról szóló könyvében olvassa, hogy csak úgy lehet megölni a vámpírt, ha egy tiszta szívű lány feláldozza magát, és lefoglalja a vámpírt az első kakasszóig. Így is tesz, este hallja, amint Orlok a szobájába belép és sikerül szépségével és tiszta lelkével lefoglalnia a grófot hajnalig. A gróf csak későn döbben rá, hogy hajnalodik. Menekülni próbálna, de a napfény már elérte a szoba ablakát és a gróf a fény hatására füstté válik.
|  | Itt a vége a cselekmény részletezésének! |

## Szereplők

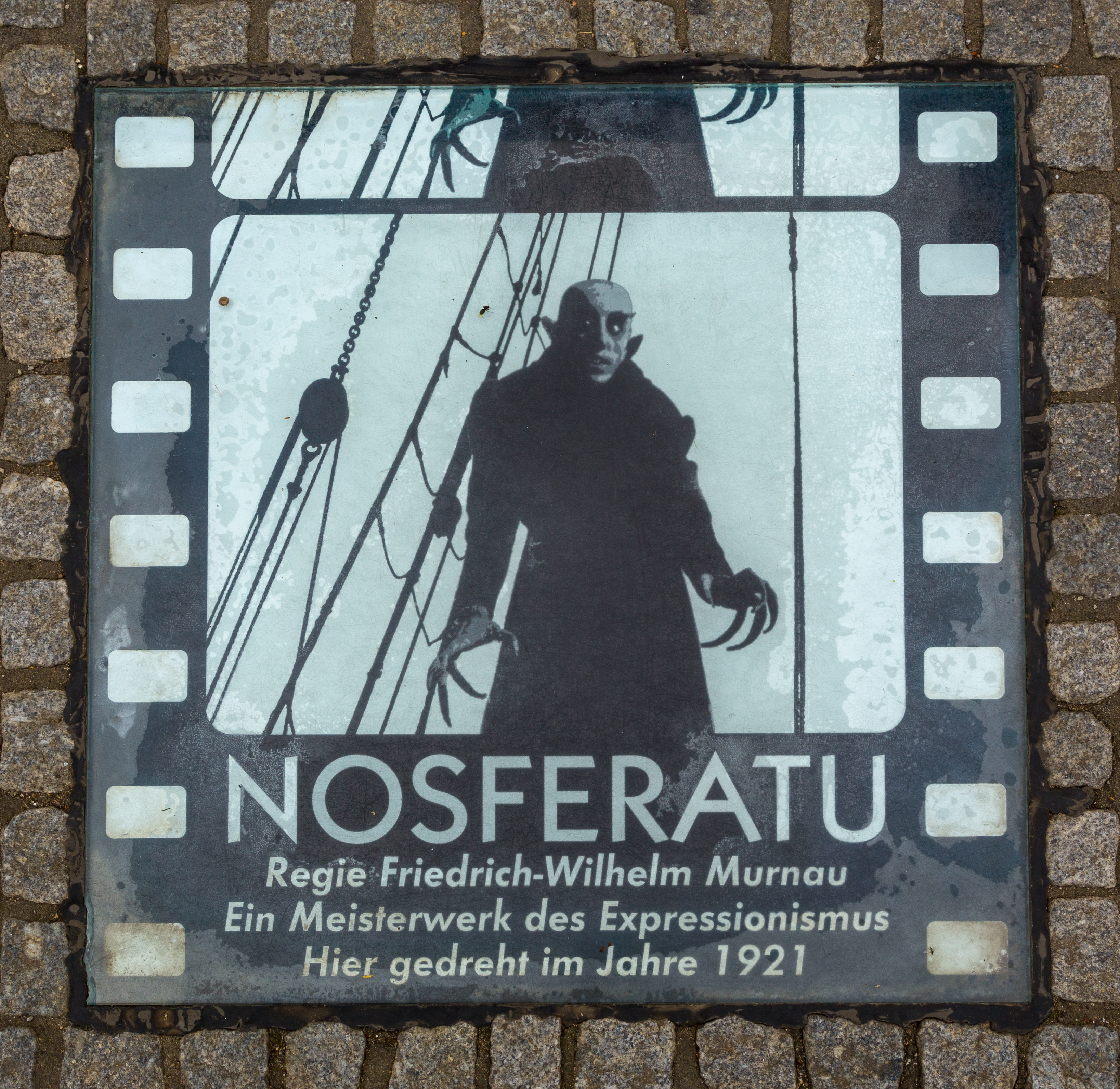
Nosferatu

Az angol feliratos műben a mellékszereplők nevét Bram Stoker Drakula-történetének szereplőinek nevére cserélték. 
- Orlok gróf – Max Schreck
- Hutter (Harker) – Gustav von Wangenheim
- Ellen Hutter (Nina Harker) – Greta Schröder
- Knock (Renfield) – Alexander Granach
- Harding (Westenra) – Georg H. Schnell
- Ruth (Lucy) – Ruth Landshoff
- Bulwer professzor – John Gottowt
- Sievers professzor – Gustav Botz

## Kultúra
2000-ben E. Elias Merhige horrorfilmet rendezett a Nosferatu forgatásáról A vámpír árnyéka címmel. A főszerepben John Malkovich és Willem Dafoe játszottak. A produkciót két Oscar-díjra jelölték.